# Kévin Bru
Pour les articles homonymes, voir Bru.
Kévin Bru, né le 12 décembre 1988 à Paris, est un footballeur international mauricien, qui possède également la nationalité française. Il évolue au poste de milieu de terrain au C' Chartres Football.
Il est le frère cadet de Jonathan Bru, également passé par le Centre de formation du Stade rennais et par l'INF Clairefontaine.

## Carrière
Aligné en réserve à Rennes, le club décide de le prêter à l'hiver 2008. Châteauroux, qui évolue alors en Ligue 2 l'accueille sous forme de prêt. Il réussit des bons débuts, étant élu meilleur joueur du mois de janvier 2008 par les supporters de Châteauroux.
De retour à Rennes à la fin de son prêt, il est de nouveau prêté à Clermont Foot pour la saison 2008-2009 avec Lhadji Badiane. Il marque son premier but professionnel le 8 janvier 2009 contre Bastia.
De retour à Rennes après son prêt à Clermont, et malgré plusieurs apparitions avec l'équipe première lors des matchs de préparation, Kévin Bru évolue avec le groupe CFA. Le 12 janvier 2010, laissé libre par le club rennais, il signe un contrat de 18 mois à Dijon. En janvier 2011, Bru s'engage avec l'US Boulogne.
Le 5 juin 2012, Kévin Bru s'engage avec le FC Istres Ouest Provence alors qu'il est courtisé par les Bulgares du Levski Sofia.
Le 31 juillet 2014, il rejoint Ipswich Town. Il termine son contrat libre en avril 2018.
Le 11 juin 2018, il paraphe un contrat de deux ans avec le club chypriote de l'Apollon Limassol.
Le 28 juin 2019, il s'engage en faveur du FC Dinamo Bucarest.

## Statistiques
| Saison                | Club                  | Championnat           | Championnat | Championnat | Coupe nationale | Coupe nationale | Coupe de la Ligue | Coupe de la Ligue | Compétition(s) continentale(s) | Compétition(s) continentale(s) | Compétition(s) continentale(s) | Total | Total |
| Saison                | Club                  | Division              | M.          | B.          | M.              | B.              | M.                | B.                | Comp.                          | M.                             | B.                             | M.    | B.    |
| 2006-2007             | Stade rennais         | Ligue 1               | 2           | 0           | 1               | 0               | 0                 | 0                 | -                              | -                              | -                              | 3     | 0     |
| 2007-jan 2008         | Stade rennais         | Ligue 1               | 0           | 0           | 0               | 0               | 1                 | 0                 | -                              | -                              | -                              | 1     | 0     |
| Sous-total            | Sous-total            | Sous-total            | 2           | 0           | 1               | 0               | 1                 | 0                 | -                              | -                              | -                              | 4     | 0     |
| jan 2008-2008         | LB Châteauroux (prêt) | Ligue 2               | 10          | 0           | 0               | 0               | 0                 | 0                 | -                              | -                              | -                              | 10    | 0     |
| Sous-total            | Sous-total            | Sous-total            | 10          | 0           | 0               | 0               | 0                 | 0                 | -                              | -                              | -                              | 10    | 0     |
| 2008-2009             | Clermont Foot (prêt)  | Ligue 2               | 25          | 2           | 3               | 0               | 0                 | 0                 | -                              | -                              | -                              | 28    | 2     |
| Sous-total            | Sous-total            | Sous-total            | 25          | 2           | 3               | 0               | 0                 | 0                 | -                              | -                              | -                              | 28    | 2     |
| 2009-2010             | Dijon FCO             | Ligue 2               | 14          | 2           | 0               | 0               | 0                 | 0                 | -                              | -                              | -                              | 14    | 2     |
| 2010-jan 2011         | Dijon FCO             | Ligue 2               | 11          | 0           | 1               | 0               | 0                 | 0                 | -                              | -                              | -                              | 12    | 0     |
| Sous-total            | Sous-total            | Sous-total            | 25          | 2           | 1               | 0               | 0                 | 0                 | -                              | -                              | -                              | 26    | 2     |
| jan 2011-2011         | US Boulogne           | Ligue 2               | 9           | 0           | 0               | 0               | 0                 | 0                 | -                              | -                              | -                              | 9     | 0     |
| 2011-2012             | US Boulogne           | Ligue 2               | 19          | 2           | 2               | 0               | 0                 | 0                 | -                              | -                              | -                              | 21    | 2     |
| Sous-total            | Sous-total            | Sous-total            | 28          | 2           | 2               | 0               | 0                 | 0                 | -                              | -                              | -                              | 30    | 2     |
| 2012-2013             | FC Istres             | Ligue 2               | 31          | 2           | 2               | 0               | 0                 | 0                 | -                              | -                              | -                              | 33    | 2     |
| Sous-total            | Sous-total            | Sous-total            | 31          | 2           | 2               | 0               | 0                 | 0                 | -                              | -                              | -                              | 33    | 2     |
| 2013-2014             | Levski Sofia          | A Group               | 20          | 1           | 4               | 0               | 0                 | 0                 | C3                             | 2                              | 0                              | 26    | 1     |
| Sous-total            | Sous-total            | Sous-total            | 20          | 1           | 4               | 0               | 0                 | 0                 | -                              | 2                              | 0                              | 26    | 1     |
| 2014-2015             | Ipswich Town          | EFL Championship      | 33          | 1           | 2               | 0               | 1                 | 0                 | -                              | -                              | -                              | 36    | 1     |
| 2015-2016             | Ipswich Town          | EFL Championship      | 28          | 2           | 0               | 0               | 1                 | 0                 | -                              | -                              | -                              | 29    | 2     |
| 2016-2017             | Ipswich Town          | EFL Championship      | 26          | 1           | 1               | 0               | 1                 | 0                 | -                              | -                              | -                              | 28    | 1     |
| 2017-2018             | Ipswich Town          | EFL Championship      | 9           | 0           | 1               | 0               | 0                 | 0                 | -                              | -                              | -                              | 10    | 0     |
| Sous-total            | Sous-total            | Sous-total            | 96          | 4           | 4               | 0               | 3                 | 0                 | -                              | -                              | -                              | 103   | 4     |
| 2018-2019             | Apollon Limassol      | Cyta Championship     | 17          | 4           | 0               | 0               | 0                 | 0                 | C3                             | 7                              | 0                              | 24    | 4     |
| Sous-total            | Sous-total            | Sous-total            | 17          | 4           | 0               | 0               | 0                 | 0                 | -                              | 7                              | 0                              | 24    | 4     |
| 2019-2020             | Dinamo Bucarest       | Liga I                | 0           | 0           | 0               | 0               | 0                 | 0                 | -                              | -                              | -                              | 0     | 0     |
| Sous-total            | Sous-total            | Sous-total            | 0           | 0           | 0               | 0               | 0                 | 0                 | -                              | -                              | -                              | 0     | 0     |
| Total sur la carrière | Total sur la carrière | Total sur la carrière | 254         | 17          | 17              | 0               | 4                 | 0                 | -                              | 9                              | 0                              | 284   | 17    |

## Palmarès
- Stade rennais
  - Champion de France des réserves professionnelles en 2007.